# Bari Brahmana
Bari Brahmana è una città dell'India di 31.616 abitanti, situata nel distretto di Jammu, nel territorio del Jammu e Kashmir. In base al numero di abitanti la città rientra nella classe III (da 20.000 a 49.999 persone).

## Geografia fisica
La città è situata a 32° 38' 30 N e 74° 55' 30 E e ha un'altitudine di 339 m s.l.m..

## Società

### Evoluzione demografica
Al censimento del 2001 la popolazione di Bari Brahmana assommava a 31.616 persone, delle quali 16.868 maschi e 14.748 femmine. I bambini di età inferiore o uguale ai sei anni assommavano a 4.357, dei quali 2.374 maschi e 1.983 femmine. Infine, coloro che erano in grado di saper almeno leggere e scrivere erano 19.378, dei quali 11.445 maschi e 7.933 femmine.